# Dakshina Kannada Rationalist Association
La Dakshina Kannada Rationalist Association (DKRA) ou en français Association rationaliste Dakshina Kannada est une association rationaliste basée à Mangalore, dans le Karnataka, qui promeut le scepticisme scientifique. Le groupe est créé en 1976 à l'initiative de plusieurs personnalités dont Narendra Nayak. Le DKRA est actuellement membre de la Federation of Indian Rationalist Associations, cette association nationale indienne ayant été créée à l'initiative d'Abraham Kovoor.

## Activités
La DKRA s'oppose aux superstitions et aux pseudosciences en Inde. Souvent accompagnée d'autres organisations rationalistes indiennes et étrangères, la DKRA mène des campagnes médiatiques et éducatives visant à démontrer l'absence de pouvoirs surnaturels revendiqués par certains escrocs. Le groupe mène des enquêtes critiques à la suite d'affaires impliquant le paranormal, la chirurgie psychique, les lampes à huile qui ne s'éteignent pas, ou encore la pyrokinésie.